# Poicephalus cryptoxanthus
Poicephalus cryptoxanthus е вид птица от семейство Папагалови (Psittacidae).

## Разпространение
Видът е разпространен в Зимбабве, Кения, Малави, Мозамбик, Свазиленд, Танзания и Южна Африка.